# Der Onkel aus Amerika (1915)
Der Onkel aus Amerika ist ein deutsches Stummfilmlustspiel aus dem Jahr 1915 mit Wilhelm Diegelmann in der Titelrolle.

## Handlung
Der deutsche Auswanderer Dick Plumer hat es als Farmer in Ohio zu großen Wohlstand gebracht, ist aber in der neuen Welt allein geblieben. Nun will er diesen Zustand ändern und reist aus diesem Grunde in die alte Heimat, um vor Ort auf Brautschau zu gehen. Er hat auch schon eine bestimmte Dame im Visier, die es werden soll, nämlich seine Nichte, mit der er seit geraumer Zeit im Briefkontakt steht. Da er diese persönlich nicht kennt, macht sich ihr Onkel aus Amerika eine ganz bestimmte Vorstellung von der Zukünftigen: in seinen Augen ist sie eine blühende Schönheit, in Wahrheit aber hat seine Nichte ihre besten Jahre längst hinter sich und verdient sich ihren kärglichen Lebensunterhalt als Sängerin, die sich mit Kleinstengagements mühsam über Wasser hält.
Dick Plumer kündigt ihr nun seine Ankunft postalisch an, doch dieser Brief landet prompt in falsche Hände, und zwar in die der Kleinganovin Tussi, die mit besagter Nichte in ein und demselben Haus logiert und denselben Nachnamen wie sie trägt. Tussis Geliebter, ein ziemlich schräger Vogel, hat die Idee, Tussi als die zu heiratende Nichte auszugeben, um den Alten aus Amerika ordentlich zu schröpfen. Kaum ist Dick angekommen, ist er im Anblick der optisch reizenden Tussi schockverliebt. Beide beschließen als romantischen Einstieg den Gang ins Kino, wo Tussis Freund dem Onkel aus Amerika als erstes dessen Brieftasche klaut. Was beide nicht wissen ist, dass derweil auch die echte Nichte von Onkel Dicks Ankunft Bescheid weiß, denn der hat, als umsichtiger Amerikaner, ihr zur Sicherheit auch noch via Telegramm sein Kommen avisiert. 
Diese sucht verzweifelt den in Deutschland verloren zu gehen drohenden Onkel und findet ihn schließlich nach einigem Hin und Her. Tussis Langfinger-Freund hat nicht gerade lange Freude an seinem Diebstahl, denn ein wirklicher Profi klaut auch ihm die gemopste Brieftasche. Der aber wird von der Polizei erwischt. Am Ende finden Onkel und Nichte zusammen, und Sugardaddy aus den USA erhält sogar sein gezogenes Geld zurück. Trotz allem ist Dick Plumer vom Anblick der ein wenig vergilbten Schönheit, deretwegen er über den großen Teich geschippert ist und die er nun heiraten soll, ziemlich enttäuscht. Erst als seine Nichte ihn ein weiteres Mal aus den Fängen des Gaunerpärchens befreien kann, ist er bereit, die vorgesehene Braut zu ehelichen, auch wenn sich seine Begeisterung sehr in Grenzen hält.

## Produktionsnotizen
Der Onkel aus Amerika, angekündigt als „Kriminalhumoreske“, entstand im Frühjahr 1915 im Union-Atelier in Berlin-Tempelhof, passierte die Filmzensur im Mai 1915 und wurde zunächst für die Dauer des Krieges verboten. Bei einer Neuvorlage im Juli desselben Jahres gab die Zensur den Dreiakter mit einer Länge von rund 1000 Metern frei, verhängte allerdings ein Jugendverbot. Wann genau die Uraufführung erfolgte, ist derzeit unklar. In Österreich-Ungarn war Der Onkel aus Amerika vermutlich im Frühherbst 1915 zu sehen.
Senta Söneland gab hier ihr Filmdebüt.

## Kritik
„Hans Hyan, dem bekannten Berliner Schriftsteller ist es gelungen, die Geschichte vom Onkel aus Amerika in einer ebenso neuen  als humorvollen Variante für den Film zu bearbeiten. Die originelle Arbeit des Dichters hat nun in dem Unionfilm „Der Onkel aus Amerika“ eine äußerst glückliche Wiedergabe gefunden, wozu einerseits eine geschickte Regie, andererseits drei bekannte Berliner Bühnengrößen … beitragen. (…)  Dieses Lustspiel … ist des starken Beifalles unseres Kinopublikums sicher.“